# Cinch Championships 2021
cinch Championships 2021, známý pod tradičním názvem Queen's Club Championships 2021, byl tenisový turnaj pořádaný jako součást mužského okruhu ATP Tour, který se odehrával v Queen's Clubu na otevřených travnatých dvorcích. Probíhal mezi 14. až 20. červnem 2021 v britském hlavním městě Londýně jako čtyřicátý osmý ročník turnaje. V roce 2020 se neuskutečnil pro přerušení sezóny v důsledku koronavirové pandemie.
Turnaj s rozpočtem 1 427 455 eur patřil do kategorie ATP Tour 500. Nejvýše nasazeným v singlové soutěži se stal devátý hráč světa Matteo Berrettini. Jako poslední přímý účastník do hlavní soutěže dvouhry nastoupil 76. hráč žebříčku a jeho krajan Stefano Travaglia.
Pátý singlový titul na okruhu ATP Tour vyhrál Ital Matteo Berrettini, jenž v Queen's Clubu debutoval. Čtyřhru ovládli Francouzi Pierre-Hugues Herbert a Nicolas Mahut, kteří získali devatenáctou společnou trofej a po triumfu na French Open druhou v sezóně.

## Rozdělení bodů a finančních odměn

### Rozdělení bodů
| Soutěž  | vítězové | finalisté | semifinalisté | čtvrtfinalisté | 16 v kole | 32 v kole | Q  | Q2 | Q1 |
| ------- | -------- | --------- | ------------- | -------------- | --------- | --------- | -- | -- | -- |
| dvouhra | 500      | 300       | 180           | 90             | 45        | 0         | 20 | 10 | 0  |
| čtyřhra | 500      | 300       | 180           | 90             | 45        | 0         | —  | —  | —  |

### Finanční odměny
| Soutěž                              | vítězové  | finalisté | semifinalisté | čtvrtfinalisté | 16 v kole | 32 v kole | Q2      | Q1      |
| ----------------------------------- | --------- | --------- | ------------- | -------------- | --------- | --------- | ------- | ------- |
| dvouhra                             | 113 785 € | 84 075 €  | 59 860 €      | 40 765 €       | 25 480 €  | 14 650 €  | 6 750 € | 3 565 € |
| čtyřhra                             | 40 200 €  | 30 240 €  | 21 760 €      | 14 340 €       | 9 020 €   | 5 000 €   | —       | —       |
| částka ve čtyřhře je uvedena na pár |           |           |               |                |           |           |         |         |

## Dvouhra

### Nasazení hráčů
| Země                           | Hráč              | ATP | Nasazení |
| ------------------------------ | ----------------- | --- | -------- |
| Itálie                         | Matteo Berrettini | 9.  | 1.       |
| Kanada                         | Denis Shapovalov  | 14. | 2.       |
| Itálie                         | Jannik Sinner     | 19. | 3.       |
| Austrálie                      | Alex de Minaur    | 22. | 4.       |
| Rusko                          | Aslan Karacev     | 26. | 5.       |
| Spojené království             | Dan Evans         | 27. | 6.       |
| Itálie                         | Lorenzo Sonego    | 28. | 7.       |
| Itálie                         | Fabio Fognini     | 29. | 8.       |
| Žebříček ATP k 31. květnu 2021 |                   |     |          |

### Jiné formy účasti na turnaji
Následující hráči obdrželi divokou kartu do hlavní soutěže:
- Liam Broady
- Jack Draper
- Andy Murray[6]

Následující hráč nastoupil pod žebříčkovou ochranou:
- Lu Jan-sun

Následující hráči postoupili z kvalifikace:
- Illja Marčenko
- Sebastian Ofner
- Viktor Troicki
- Aleksandar Vukic

Následující hráč postoupil z kvalifikace jako tzv. šťastný poražený:
- Alejandro Tabilo

### Odhlášení
před začátkem turnaje
- Alejandro Davidovich Fokina → nahradil jej  Jérémy Chardy
- Milos Raonic → nahradil jej  Frances Tiafoe
- Filip Krajinović → nahradil jej  Alejandro Tabilo
- Diego Schwartzman → nahradil jej  Alexei Popyrin
- Stan Wawrinka → nahradil jej  Feliciano López

## Čtyřhra

### Nasazení párů
| Země                                                                       | Hráč                  | Země               | Hráč           | ATP | Nasazení |
| -------------------------------------------------------------------------- | --------------------- | ------------------ | -------------- | --- | -------- |
| Chorvatsko                                                                 | Nikola Mektić         | Chorvatsko         | Mate Pavić     | 3.  | 1.       |
| Kolumbie                                                                   | Juan Sebastián Cabal  | Kolumbie           | Robert Farah   | 7.  | 2.       |
| USA                                                                        | Rajeev Ram            | Spojené království | Joe Salisbury  | 15. | 3.       |
| Francie                                                                    | Pierre-Hugues Herbert | Francie            | Nicolas Mahut  | 26. | 4.       |
| Spojené království                                                         | Jamie Murray          | Brazílie           | Bruno Soares   | 33. | 5.       |
| Francie                                                                    | Jérémy Chardy         | Francie            | Fabrice Martin | 58. | 6.       |
| Nový Zéland                                                                | Marcus Daniell        | Rakousko           | Philipp Oswald | 75. | 7.       |
| Spojené království                                                         | Ken Skupski           | Spojené království | Neal Skupski   | 80. | 8.       |
| Žebříček ATP k 31. květnu 2021; číslo je součtem umístění obou členů páru. |                       |                    |                |     |          |

### Jiné formy účasti
Následující páry obdržely divokou kartu do hlavní soutěže:
- Liam Broady /  Ryan Peniston
- Alastair Gray /  Harri Heliövaara
- Stuart Parker /  James Ward

Následující pár nastoupil z pozice náhradníka:
- John Millman /  Artem Sitak

### Odhlášení
před začátkem turnaje
- Marcelo Arévalo /  Matwé Middelkoop → nahradili je  Matwé Middelkoop /  John-Patrick Smith
- Alexandr Bublik /  Taylor Fritz → nahradili je  Alexandr Bublik /  Nicholas Monroe
- Alejandro Davidovich Fokina /  Albert Ramos-Viñolas → nahradili je  Aljaž Bedene /  Albert Ramos-Viñolas
- Grigor Dimitrov /  Feliciano López → nahradili je  Feliciano López /  Jannik Sinner
- Laslo Djere /  Filip Krajinović → nahradili je  John Millman /  Artem Sitak
- Henri Kontinen /  Édouard Roger-Vasselin → nahradili je  Luke Bambridge /  Dominic Inglot

## Přehled finále

### Mužská dvouhra
- Matteo Berrettini vs.  Cameron Norrie, 6–4, 6–7(5–7), 6–3

### Mužská čtyřhra
- Pierre-Hugues Herbert /  Nicolas Mahut vs.  Reilly Opelka /  John Peers, 6–4, 7–5